# Padarjeva grapa
Padarjeva grapa (tudi Padarca ali Lačne vode) je hudournik in levi pritok reke Idrijce.  
Padarjeva grapa izvira pod Hleviško planino (908 m), pod planino Pšenk, kjer je danes taborniška brunarica, nato pa teče zahod-severozahodno proti Idrijci. Sprva teče po nekaj sto metrov dolgem položnem terenu, kjer se vanjo izliva potok Lačna voda, nato pa se prevesi v Strug, strmo sotesko Idrijce. Potok v tem delu teče čez številne kaskade, v potok pa se steka tudi potok Frbejžne trate. Izvira na plitvormorskih karbonatnih kamninah cordevolske starosti, nato pa svojo tok nadaljuje preko kamnin norij-retijskih starosti. Padec oziroma spodnji tok poteka po kamninah istega tipa kredne starosti. Po trasi Padarce je nekdaj tekel večji vodotok, ki je izoblikoval tudi Hleviška slemena, dosegel Zalo ter se pri Hotedršici izlil v večji vodotok. Domnevno se je Padarjeva grapa nekoč izlivala v Divje jezero, dokler izliva ni presekala retrogradno napredujoča Idrijca.
Ob sotočju potokov Padarjeva grapa in Frbejžne trate so v srednjem veku v okviru rudnika Idrija izvajali žganje živosrebrove rude v kopah, širše območje Pšenka in Frbejžnih trat pa velja za eno izmed največjih območij žgalnih območij živega srebra. V strugi potoka so našli tudi ostanke lončevinastih retort, ki so jih uporabili pri žganju. Študija iz leta 2015 je v sedimentih struge Padarjeve grape izmerila med 330 in 2040 mg Hg/kg prsti. Tik pred izlivom v Idrijco Padarjevo grapo prečijo Rake, rudniški kanal, zgrajen za vodno oskrbo nekaterih rudniških jaškov v Idriji. 
Grapa naj bi dobila ime po padarjih, rudniških ranocelnikih oziroma prednikih kirurgov. Padarjeva grapa oz. njej pripadajoči potok, Lačna voda ali Padarca, je na vojaškem zemljevidu Slovenije iz let 1763–1787 označena kot Bader graben.